# Halvdan Hålegg
Halvdan Hålegg Haraldsson, ook bekend als Halvdan Langbeen, was een zoon van de eerste koning van Noorwegen, koning Harald I. 
Hij leefde in de laatste helft van de 9e eeuw.
Volgens de Heimskringla, geschreven door Snorri Sturluson, waren Halvdan en zijn broer Gudrød Ljome verantwoordelijk voor het ombrengen van Rognvald Eysteinsson en zestig van zijn manschappen door een gebouw waar ze zich in bevonden in brand te zetten. Ze deden dit in een poging om zijn land op te eisen. Als wraak hierop werd Halvdan vermoord door Einar, de zoon van Rognvald, middels een zogenaamde 'bloedarend'.